# Eleições autárquicas portuguesas de 1982 no distrito de Portalegre
| Eleições autárquicas portuguesas de 1982 Distritos: Aveiro \| Beja \| Braga \| Bragança \| Castelo Branco \| Coimbra \| Évora \| Faro \| Guarda \| Leiria \| Lisboa \| Portalegre \| Porto \| Santarém \| Setúbal \| Viana do Castelo \| Vila Real \| Viseu \| Açores \| Madeira |

## Resultados por concelho
Os resultados nos concelhos do distrito de Portalegre foram os seguintes:

### Alter do Chão
| Partido                 | Partido                 | Votos | %               | +/-  | Vereadores | +/-     |
| ----------------------- | ----------------------- | ----- | --------------- | ---- | ---------- | ------- |
|                         | Partido Socialista      | 1 077 | 33,37 / 100,00  | 0,99 | 2 / 5      | Estável |
|                         | Aliança Democrática     | 996   | 30,86 / 100,00  | -    | 2 / 5      | -       |
|                         | Aliança Povo Unido      | 971   | 30,09 / 100,00  | 0,09 | 1 / 5      | 1       |
| Votos Inválidos         | Votos Inválidos         | 183   | 5,67 / 100,00   | 1,98 |            |         |
| Total                   | Total                   | 3 227 | 100,00 / 100,00 |      | 5 / 5      |         |
| Eleitorado/Participação | Eleitorado/Participação | 4 142 | 77,91 / 100,00  | 3,79 |            |         |

### Arronches
| Partido                 | Partido                 | Votos | %               | +/-  | Vereadores | +/-     |
| ----------------------- | ----------------------- | ----- | --------------- | ---- | ---------- | ------- |
|                         | Partido Socialista      | 1 490 | 56,44 / 100,00  | 1,80 | 3 / 5      | Estável |
|                         | Aliança Democrática     | 670   | 25,38 / 100,00  | -    | 1 / 5      | -       |
|                         | Aliança Povo Unido      | 381   | 14,43 / 100,00  | 4,20 | 1 / 5      | Estável |
| Votos Inválidos         | Votos Inválidos         | 99    | 3,75 / 100,00   | 1,17 |            |         |
| Total                   | Total                   | 2 640 | 100,00 / 100,00 |      | 5 / 5      |         |
| Eleitorado/Participação | Eleitorado/Participação | 3 665 | 72,03 / 100,00  | 4,76 |            |         |

### Avis
| Partido                 | Partido                 | Votos | %               | +/-   | Vereadores | +/-     |
| ----------------------- | ----------------------- | ----- | --------------- | ----- | ---------- | ------- |
|                         | Aliança Povo Unido      | 2 574 | 61,96 / 100,00  | 5,63  | 3 / 5      | Estável |
|                         | Partido Socialista      | 757   | 18,22 / 100,00  | 23,73 | 1 / 5      | 1       |
|                         | Aliança Democrática     | 723   | 17,40 / 100,00  | -     | 1 / 5      | -       |
| Votos Inválidos         | Votos Inválidos         | 100   | 2,40 / 100,00   | 0,69  |            |         |
| Total                   | Total                   | 4 154 | 100,00 / 100,00 |       | 5 / 5      |         |
| Eleitorado/Participação | Eleitorado/Participação | 4 832 | 85,97 / 100,00  | 6,67  |            |         |

### Campo Maior
| Partido                 | Partido                  | Votos | %               | +/-  | Vereadores | +/-     |
| ----------------------- | ------------------------ | ----- | --------------- | ---- | ---------- | ------- |
|                         | Partido Socialista       | 2 795 | 53,27 / 100,00  | 3,31 | 3 / 5      | Estável |
|                         | Aliança Povo Unido       | 1 928 | 36,74 / 100,00  | 1,43 | 2 / 5      | Estável |
|                         | Partido Social Democrata | 384   | 7,32 / 100,00   | -    | 0 / 5      | -       |
| Votos Inválidos         | Votos Inválidos          | 140   | 2,67 / 100,00   | 0,94 |            |         |
| Total                   | Total                    | 5 247 | 100,00 / 100,00 |      | 5 / 5      |         |
| Eleitorado/Participação | Eleitorado/Participação  | 6 543 | 80,19 / 100,00  | 4,28 |            |         |

### Castelo de Vide
| Partido                 | Partido                 | Votos | %               | +/-   | Vereadores | +/-     |
| ----------------------- | ----------------------- | ----- | --------------- | ----- | ---------- | ------- |
|                         | Partido Socialista      | 1 696 | 65,23 / 100,00  | 10,45 | 4 / 5      | 1       |
|                         | Aliança Democrática     | 362   | 13,92 / 100,00  | 11,62 | 1 / 5      | Estável |
|                         | Aliança Povo Unido      | 361   | 13,88 / 100,00  | 1,87  | 0 / 5      | 1       |
| Votos Inválidos         | Votos Inválidos         | 181   | 6,96 / 100,00   | 3,03  |            |         |
| Total                   | Total                   | 2 600 | 100,00 / 100,00 |       | 5 / 5      |         |
| Eleitorado/Participação | Eleitorado/Participação | 3 606 | 72,10 / 100,00  | 3,78  |            |         |

### Crato
| Partido                 | Partido                 | Votos | %               | +/-   | Vereadores | +/-     |
| ----------------------- | ----------------------- | ----- | --------------- | ----- | ---------- | ------- |
|                         | Partido Socialista      | 1 649 | 49,05 / 100,00  | 10,36 | 3 / 5      | 1       |
|                         | Aliança Povo Unido      | 1 444 | 42,95 / 100,00  | 11,28 | 2 / 5      | Estável |
| Votos Inválidos         | Votos Inválidos         | 269   | 8,00 / 100,00   | 4,51  |            |         |
| Total                   | Total                   | 3 362 | 100,00 / 100,00 |       | 5 / 5      |         |
| Eleitorado/Participação | Eleitorado/Participação | 4 574 | 73,50 / 100,00  | 4,51  |            |         |

### Elvas
| Partido                 | Partido                             | Votos  | %               | +/-  | Vereadores | +/-     |
| ----------------------- | ----------------------------------- | ------ | --------------- | ---- | ---------- | ------- |
|                         | Aliança Povo Unido                  | 3 922  | 30,45 / 100,00  | 6,47 | 2 / 7      | Estável |
|                         | Aliança Democrática                 | 3 839  | 29,81 / 100,00  | Novo | 2 / 7      | Novo    |
|                         | Partido Socialista                  | 2 707  | 21,02 / 100,00  | 2,46 | 2 / 7      | 1       |
|                         | Acção Social Democrata Independente | 1 714  | 13,31 / 100,00  | Novo | 1 / 7      | Novo    |
|                         | União Democrática Popular           | 175    | 1,36 / 100,00   | -    | 0 / 7      | -       |
| Votos Inválidos         | Votos Inválidos                     | 522    | 4,05 / 100,00   | 1,32 |            |         |
| Total                   | Total                               | 12 879 | 100,00 / 100,00 |      | 7 / 7      |         |
| Eleitorado/Participação | Eleitorado/Participação             | 18 485 | 69,67 / 100,00  | 1,80 |            |         |

### Fronteira
| Partido                 | Partido                  | Votos | %               | +/-  | Vereadores | +/-     |
| ----------------------- | ------------------------ | ----- | --------------- | ---- | ---------- | ------- |
|                         | Partido Socialista       | 1 666 | 57,65 / 100,00  | 4,40 | 3 / 5      | Estável |
|                         | Partido Social Democrata | 621   | 21,49 / 100,00  | -    | 1 / 5      | -       |
|                         | Aliança Povo Unido       | 480   | 16,61 / 100,00  | 1,06 | 1 / 5      | Estável |
| Votos Inválidos         | Votos Inválidos          | 123   | 4,25 / 100,00   | 0,27 |            |         |
| Total                   | Total                    | 2 890 | 100,00 / 100,00 |      | 5 / 5      |         |
| Eleitorado/Participação | Eleitorado/Participação  | 3 595 | 80,39 / 100,00  | 4,03 |            |         |

### Gavião
| Partido                 | Partido                 | Votos | %               | +/-  | Vereadores | +/-     |
| ----------------------- | ----------------------- | ----- | --------------- | ---- | ---------- | ------- |
|                         | Partido Socialista      | 2 143 | 54,28 / 100,00  | 9,27 | 3 / 5      | Estável |
|                         | Aliança Democrática     | 958   | 24,27 / 100,00  | 3,42 | 1 / 5      | Estável |
|                         | Aliança Povo Unido      | 624   | 15,81 / 100,00  | 7,21 | 1 / 5      | Estável |
| Votos Inválidos         | Votos Inválidos         | 223   | 5,65 / 100,00   | 1,37 |            |         |
| Total                   | Total                   | 3 948 | 100,00 / 100,00 |      | 5 / 5      |         |
| Eleitorado/Participação | Eleitorado/Participação | 5 789 | 68,20 / 100,00  | 4,60 |            |         |

### Marvão
| Partido                 | Partido                 | Votos | %               | +/-  | Vereadores | +/-     |
| ----------------------- | ----------------------- | ----- | --------------- | ---- | ---------- | ------- |
|                         | Partido Socialista      | 1 449 | 49,15 / 100,00  | 0,08 | 3 / 5      | Estável |
|                         | Aliança Democrática     | 1 109 | 37,62 / 100,00  | -    | 2 / 5      | -       |
|                         | Aliança Povo Unido      | 256   | 8,68 / 100,00   | 0,36 | 0 / 5      | Estável |
| Votos Inválidos         | Votos Inválidos         | 134   | 4,54 / 100,00   | 0,74 |            |         |
| Total                   | Total                   | 2 948 | 100,00 / 100,00 |      | 5 / 5      |         |
| Eleitorado/Participação | Eleitorado/Participação | 4 420 | 66,70 / 100,00  | 1,39 |            |         |

### Monforte
| Partido                 | Partido                             | Votos | %               | +/-  | Vereadores | +/-     |
| ----------------------- | ----------------------------------- | ----- | --------------- | ---- | ---------- | ------- |
|                         | Partido Socialista                  | 1 280 | 48,27 / 100,00  | 8,84 | 3 / 5      | Estável |
|                         | Aliança Democrática                 | 819   | 30,88 / 100,00  | 7,11 | 1 / 5      | -       |
|                         | Aliança Povo Unido                  | 415   | 15,65 / 100,00  | 1,01 | 1 / 5      | Estável |
|                         | Acção Social Democrata Independente | 29    | 1,09 / 100,00   | Novo | 0 / 5      | Novo    |
| Votos Inválidos         | Votos Inválidos                     | 109   | 4,11 / 100,00   | 1,15 |            |         |
| Total                   | Total                               | 2 652 | 100,00 / 100,00 |      | 5 / 5      |         |
| Eleitorado/Participação | Eleitorado/Participação             | 3 374 | 78,60 / 100,00  | 5,22 |            |         |

### Nisa
| Partido                 | Partido                 | Votos | %               | +/-   | Vereadores | +/-     |
| ----------------------- | ----------------------- | ----- | --------------- | ----- | ---------- | ------- |
|                         | Aliança Povo Unido      | 2 524 | 35,95 / 100,00  | 13,77 | 2 / 5      | 1       |
|                         | Partido Socialista      | 2 202 | 31,36 / 100,00  | 8,69  | 2 / 5      | Estável |
|                         | Aliança Democrática     | 1 855 | 26,42 / 100,00  | -     | 1 / 5      | -       |
| Votos Inválidos         | Votos Inválidos         | 440   | 6,27 / 100,00   | 0,97  |            |         |
| Total                   | Total                   | 7 021 | 100,00 / 100,00 |       | 5 / 5      |         |
| Eleitorado/Participação | Eleitorado/Participação | 9 262 | 75,80 / 100,00  | 1,04  |            |         |

### Ponte de Sôr
| Partido                 | Partido                  | Votos  | %               | +/-  | Vereadores | +/-     |
| ----------------------- | ------------------------ | ------ | --------------- | ---- | ---------- | ------- |
|                         | Aliança Povo Unido       | 6 324  | 59,80 / 100,00  | 8,58 | 5 / 7      | 1       |
|                         | Partido Social Democrata | 2 506  | 23,70 / 100,00  | -    | 1 / 7      | -       |
|                         | Partido Socialista       | 1 335  | 12,62 / 100,00  | 1,04 | 1 / 7      | Estável |
| Votos Inválidos         | Votos Inválidos          | 411    | 3,89 / 100,00   | 1,82 |            |         |
| Total                   | Total                    | 10 576 | 100,00 / 100,00 |      | 7 / 7      |         |
| Eleitorado/Participação | Eleitorado/Participação  | 15 034 | 70,35 / 100,00  | 5,03 |            |         |

### Portalegre
| Partido                 | Partido                 | Votos  | %               | +/-  | Vereadores | +/-     |
| ----------------------- | ----------------------- | ------ | --------------- | ---- | ---------- | ------- |
|                         | Partido Socialista      | 7 457  | 44,92 / 100,00  | 5,85 | 3 / 7      | Estável |
|                         | Aliança Democrática     | 6 222  | 37,48 / 100,00  | 3,60 | 3 / 7      | Estável |
|                         | Aliança Povo Unido      | 2 369  | 14,27 / 100,00  | 3,18 | 1 / 7      | Estável |
| Votos Inválidos         | Votos Inválidos         | 552    | 3,33 / 100,00   | 0,94 |            |         |
| Total                   | Total                   | 16 600 | 100,00 / 100,00 |      | 7 / 7      |         |
| Eleitorado/Participação | Eleitorado/Participação | 21 530 | 77,10 / 100,00  | 1,46 |            |         |

### Sousel
| Partido                 | Partido                   | Votos | %               | +/-  | Vereadores | +/-     |
| ----------------------- | ------------------------- | ----- | --------------- | ---- | ---------- | ------- |
|                         | Partido Social Democrata  | 2 556 | 52,66 / 100,00  | 5,72 | 3 / 5      | Estável |
|                         | Aliança Povo Unido        | 1 738 | 35,81 / 100,00  | 8,01 | 2 / 5      | Estável |
|                         | Partido Socialista        | 316   | 6,51 / 100,00   | 1,09 | 0 / 5      | Estável |
|                         | Centro Democrático Social | 88    | 1,81 / 100,00   | -    | 0 / 5      | -       |
| Votos Inválidos         | Votos Inválidos           | 156   | 3,21 / 100,00   | 0,61 |            |         |
| Total                   | Total                     | 4 854 | 100,00 / 100,00 |      | 5 / 5      |         |
| Eleitorado/Participação | Eleitorado/Participação   | 6 012 | 80,74 / 100,00  | 7,45 |            |         |